# Лонгпорт (Њу Џерзи)
Лонгпорт (енгл. Longport) град је у америчкој савезној држави Њу Џерзи.

## Демографија
По попису из 2010. године број становника је 895, што је 159 (-15,1%) становника мање него 2000. године.
| Група             | 2000.         | 2010.       |
| Белци             | 1.034 (98,1%) | 877 (98,0%) |
| Афроамериканци    | 1 (0,1%)      | 3 (0,3%)    |
| Азијати           | 12 (1,1%)     | 4 (0,4%)    |
| Хиспаноамериканци | 5 (0,5%)      | 10 (1,1%)   |
| Укупно            | 1.054         | 895         |